# Musarañas
Musarañas is een Spaanse film uit 2014, geregisseerd door Juan Fernando Andrés en Esteban Roel.

## Verhaal
Wanneer de moeder van Montse sterft tijdens de bevalling van haar zusje, en haar vader er vandoor is gegaan, neemt Montse de zorg voor haar zusje op zich. Omdat Montse agorafobie heeft, verlaat ze hun donkere appartement in Madrid vrijwel niet. Wanneer hun bovenbuurman van de trap valt en zwaargewond aan hun deur verschijnt, brengt Montse hem naar binnen en verzorgt ze hem. Al snel wordt duidelijk dat Montse niet van plan is hem weer te laten gaan.

## Rolverdeling
| Acteur             | Personage     |
| ------------------ | ------------- |
| Macarena Gómez     | Montse        |
| Nadia de Santiago  | Nia           |
| Hugo Silva         | Carlos        |
| Luis Tosar         | Padre         |
| Gracia Olayo       | Doña Puri     |
| Lucía de la Fuente | Montse (kind) |
| Carolina Bang      | Elisa         |

## Ontvangst

### Recensies
Op Rotten Tomatoes geeft 100% van de 9 recensenten de film een positieve recensie, met een gemiddelde score van 6,65/10.

### Prijzen en nominaties
Een selectie:
| Jaar | Prijs                           | Categorie                  | Genomineerde                                  | Resultaat   |
| ---- | ------------------------------- | -------------------------- | --------------------------------------------- | ----------- |
| 2015 | Premios Goya (29ste uitreiking) | Beste actrice              | Macarena Gómez                                | Genomineerd |
| 2015 | Premios Goya (29ste uitreiking) | Beste debuterend regisseur | Juanfer Andrés, Esteban Roel                  | Genomineerd |
| 2015 | Premios Goya (29ste uitreiking) | Beste grime en haarstijl   | José Quetglas, Pedro Rodríguez, Carmen Veinat | Gewonnen    |